# Dème des Mégariens
Le dème des Mégariens (grec moderne : Δήμος Μεγαρέων / Dhímos Megaréon) est un dème situé dans le district régional d'Attique de l'Ouest, dont le siège est la ville de Mégare. 
Il existe sous des formes très diverses depuis 1835 ; sa forme actuelle date de 2011 (plan Kallikratis) avec la fusion de deux anciens dèmes, devenus des districts municipaux.

## Subdivisions

### District municipal des Mégariens
Il comprend dix localités, dont Mégare (23456 hab.) et Páchi (542 hab.), ainsi que trois monastères (215 hab. en tout) et deux îles inhabitées.

### District municipal de Néa Péramos
Il ne comprend que la localité de Néa Péramos (8333 hab.), fondée après 1922 par des réfugiés de la ville de Péramos (Karşıyaka (Erdek) (tr)) en Turquie actuelle.